# Karateka
Каратека (англ. Karateka, от яп. «каратэка» — «каратист») — компьютерная игра 1984 года, созданная Джорданом Мехнером (англ. Jordan Mechner; в другой транскрипции Мехнер), автором «Prince of Persia». Каратека была разработана Мехнером в то время, когда он учился в Йельском Университете и стала его первой популярной игрой. Успехом игра обязана своей высокореалистичной анимации (учитывая ограничения компьютеров того времени) и необычному геймплею. В США игра была издана компанией Brøderbund, для публикации в Европе некоторые версии были лицензированы компанией Ariolasoft.

## Описание
Игра начинается с вида на крепость злого полководца Акумы, в которой он заточил принцессу Марико. Чтобы вызволить её из рук злодея, игрок должен победить всю стражу замка и сразиться с самим Акумой.
Атмосфера игры создается за счёт проработанных движений героев, музыкальных вставок и внутриигровых сценок, показывающих, как Акума отдаёт своим людям приказ атаковать игрока или как Марико взволнованно ожидает своей участи.
Игровой интерфейс представляет собой вид сбоку на двух дерущихся, что очень похоже на платформер. Герой и его противник могут наносить по три разных удара рукой и ногой. В первой версии для Apple II высота наносимых ударов контролировалась с помощью джойстика, а тип удара (рукой или ногой) выбирался нажатием одной из двух кнопок джойстика, либо с помощью клавиатуры, и тогда каждой высоте удара соответствует своя клавиша. Для входа в боевую стойку и/или выхода из неё используется клавиша Space. Для нанесения ударов используются клавиши Q, W, A и S.
У игрока только одна жизнь и некоторый запас здоровья. Когда герой получает удары, уровень здоровья снижается. Его можно увеличить, отдыхая (то есть не получая ударов в течение какого-то времени). На экране отображается состояние здоровья как игрового персонажа, так и его противника. Когда все очки здоровья заканчиваются, игрок или его противник терпят поражение (однако остается неясным — убит ли побежденный враг или просто потерял сознание). Поскольку у игрока только одна жизнь, это означает, что в случае проигрыша игру придётся начинать сначала. При первой битве у игрока и соперника равное количество здоровья, но в каждой последующей здоровье игрока уменьшается. Исключение — битва с орлом, где у героя здоровья примерно 80 % из всего диапазона.
Каратека не имела возможности сохранять игру. Это типично для игр того времени и не создавало особенных неудобств вследствие того, что игра была довольно короткой.
Непосредственно перед финальной схваткой с Акумой герой должен одолеть его тренированного орла.
В случае успешного завершения игры после освобождения Марико из тюремной камеры герой встречается с ней лицом к лицу. В этот момент он должен выйти из боевой стойки, сделать поклон и бежать в объятия принцессы (если герой подходит к Марико в боевой стойке, она мгновенно убивает его ударом ноги). Игра заканчивается музыкальным приветствием и описанием успеха, которого удалось добиться игроку.

## Версии
Исходная версия игры была разработана для компьютера Apple II. Позже она была портирована на несколько других систем, включая Amstrad CPC, Atari 800, Commodore 64, DOS и ZX Spectrum в 1986 году. В 1987 году вышел порт для компьютера Atari 7800. Игра была выпущена в Японии для консоли Famicom в 1984 году, портирование выполняла компания Soft Pro. Первый порт на Game Boy назывался Master Karateka и продавался только в Азии.
Версия игры для Apple II вышла на одностороннем диске для устройства Disk II. В качестве шутки на обратной стороне диска была записана другая версия игры. Если игрок вставлял диск в привод вверх ногами, игра была идентична нормальной за исключением того, что изображение было перевернуто по вертикали. Мехнер говорит что эта шутка заставляла простых пользователей звонить в техподдержку и спрашивать почему игра перевернулась. Все без исключения они получали ответ: «выньте диск, переверните его правильной стороной вверх и перезагрузите машину».
В 2012 году на ПК появился ремейк игры со старым сюжетом, но новыми геймплеем и графикой.

## Оценки и мнения
| Иноязычные издания | Иноязычные издания |
| Издание            | Оценка             |
| ------------------ | ------------------ |
| Génération 4       | 56,5 %             |

| Сводный рейтинг | Сводный рейтинг |
| Агрегатор       | Оценка          |
| --------------- | --------------- |
| GameRankings    | 61,25 %         |

| Русскоязычные издания | Русскоязычные издания |
| Издание               | Оценка                |
| --------------------- | --------------------- |
| StopGame.ru           | «Похвально»           |